# Filipe Duarte
Filipe Manuel Cordeiro Duarte (Lisbona, 30 marzo 1985) è un calciatore portoghese naturalizzato macaense, difensore del Chao Pak Kei.

## Carriera

### Club
Ha giocato nella prima divisione cipriota ed in quella di Macao.

### Nazionale
Ha giocato nelle nazionali giovanili portoghesi.
Tra il 2016 ed il 2019 ha totalizzato complessivamente 7 presenze e 3 reti con la nazionale maggiore di Macao.

## Statistiche

### Cronologia presenze e reti in nazionale
| Cronologia completa delle presenze e delle reti in nazionale ― Macao | Cronologia completa delle presenze e delle reti in nazionale ― Macao | Cronologia completa delle presenze e delle reti in nazionale ― Macao | Cronologia completa delle presenze e delle reti in nazionale ― Macao | Cronologia completa delle presenze e delle reti in nazionale ― Macao | Cronologia completa delle presenze e delle reti in nazionale ― Macao | Cronologia completa delle presenze e delle reti in nazionale ― Macao | Cronologia completa delle presenze e delle reti in nazionale ― Macao |
| Data                                                                 | Città                                                                | In casa                                                              | Risultato                                                            | Ospiti                                                               | Competizione                                                         | Reti                                                                 | Note                                                                 |
| -------------------------------------------------------------------- | -------------------------------------------------------------------- | -------------------------------------------------------------------- | -------------------------------------------------------------------- | -------------------------------------------------------------------- | -------------------------------------------------------------------- | -------------------------------------------------------------------- | -------------------------------------------------------------------- |
| 29-3-2016                                                            | Malacca                                                              | Malaysia                                                             | 0 – 0                                                                | Macao                                                                | Amichevole                                                           | -                                                                    |                                                                      |
| 30-6-2016                                                            | Dededo                                                               | Macao                                                                | 2 – 2                                                                | Mongolia                                                             | Coppa dell'Asia orientale 2017 - Prima fase                          | 1                                                                    |                                                                      |
| 2-7-2016                                                             | Dededo                                                               | Isole Marianne Settentrionali                                        | 1 – 3                                                                | Macao                                                                | Coppa dell'Asia orientale 2017 - Prima fase                          | 1                                                                    |                                                                      |
| 4-7-2016                                                             | Dededo                                                               | Taipei cinese                                                        | 3 – 2                                                                | Macao                                                                | Coppa dell'Asia orientale 2017 - Prima fase                          | -                                                                    |                                                                      |
| 28-3-2017                                                            | Biškek                                                               | Kirghizistan                                                         | 1 – 0                                                                | Macao                                                                | Qual. Coppa d'Asia 2019                                              | -                                                                    |                                                                      |
| 2-10-2017                                                            | Taipa                                                                | Macao                                                                | 3 – 1                                                                | Laos                                                                 | Amichevole                                                           | -                                                                    | 21’                                                                  |
| 6-6-2019                                                             | Zhuhai                                                               | Macao                                                                | 1 – 0                                                                | Sri Lanka                                                            | Qual. Mondiali 2022                                                  | 1                                                                    |                                                                      |
| Totale                                                               |                                                                      | Presenze                                                             | 7                                                                    |                                                                      | Reti                                                                 | 3                                                                    |                                                                      |

## Palmarès

### Club

#### Competizioni nazionali
- Campionato cipriota: 1

Apollōn Limassol: 2005-2006
- Supercoppa di Cipro: 1

Apollōn Limassol: 2006
- Primeira Divisão: 5

Benfica de Macau: 2014, 2015, 2016, 2017, 2018